# امیل هولم (بازیکن فوتبال)
امیل آلفونس هولم (زاده ۱۳ مهٔ ۲۰۰۰) یک بازیکن فوتبال اهل سوئد است. که در پست مدافع برای باشگاه فوتبال بولونیا بازی می‌کند.